# Helmut Richter (Pädagoge, 1943)
Helmut Richter (* 20. Juli 1943 in Willingen) ist ein deutscher Erziehungswissenschaftler, Hochschullehrer, Basketballspieler und -trainer.

## Leben
Richter studierte an der Universität Hamburg Geschichte, Germanistik, Politologie und Philosophie. 1977 wurde an der Uni Hamburg seine Doktorarbeit (Titel: „Zum Problem der Einheit von Theorie und Praxis bei Karl Marx: eine biographisch-systematische Studie über den frühen Marx“) angenommen. Von 1978 bis 1981 war Richter an der Universität Hamburg am Sozialpädagogischen Zusatzstudium als Vertretungsprofessor und danach bis 1988 als Hochschulassistent an der Fakultät für Erziehungswissenschaft tätig. 1987 schloss Richter an der Universität Hamburg seine Habilitation (Thema: „Kommunalpädagogik. Studien zur interkulturellen Bildung in der multikulturellen Gesellschaft“) im Fach Erziehungswissenschaft mit dem Schwerpunkt Sozialpädagogik ab. Von 1988 bis 1993 war Richter am Vechtaer Standort der Universität Osnabrück als Vertretungsprofessor für Sozialpädagogik tätig. 1993 trat er am Institut für Sozialpädagogik, Erwachsenenbildung und Freizeitpädagogik der Universität Hamburg eine Professorenstelle für Erziehungswissenschaft unter besonderer Berücksichtigung der außerschulischen Jugendbildung an. 2013 ging er in den Ruhestand.
Richter spielte ab 1960 Basketball beim Bremer BC, teils in der Regionalliga. Er wurde in die Bundeswehr-Nationalmannschaft berufen und nahm 1964 an der Militär-Weltmeisterschaft in Damaskus teil. Als Spieler des Hamburger Vereins SV St. Georg stieg er 1970 in die Basketball-Bundesliga auf, spielte zwei Jahre beim Walddörfer SV. Mit dem BC Johanneum Hamburg spielte Richter in der Saison 1979/80 in der 2. Basketball-Bundesliga. 1983 wurde er (als Spielertrainer) mit den Hamburgern Regionalliga-Meister und betreute gemeinsam mit Heiner Zarnack die Mannschaft des BC Johanneum ebenfalls in der 2. Basketball-Bundesliga. 1986 wurde Richter wieder Mitglied im Walddörfer SV, brachte sich dort jahrzehntelang als Spieler, Trainer und Funktionär ein. Mit der Walddörfer Herrenmannschaft stieg er im Laufe der Jahre von der Bezirksliga in die 1. Regionalliga auf. 2012 wurde er Vorsitzender des Vereins. Als Altherrenspieler nahm er an internationalen Wettkämpfen wie der Ü70-Weltmeisterschaft teil.